# Silber-Ahorn

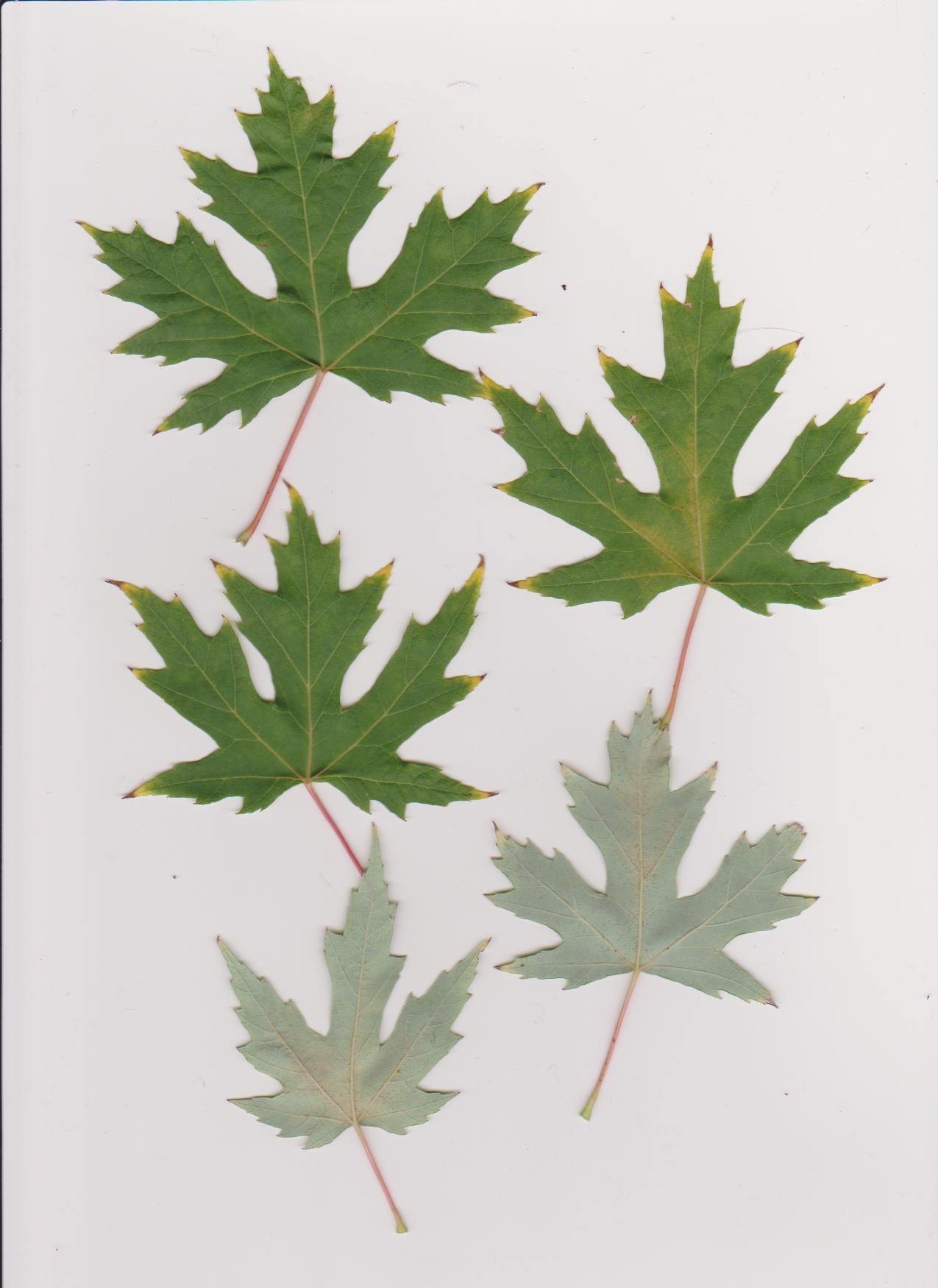
Blätter

Der Silber-Ahorn (Acer saccharinum) ist eine Pflanzenart aus der Gattung der Ahorne (Acer) in der Familie der Seifenbaumgewächse (Sapindaceae). Er ist im östlichen Nordamerika beheimatet und wird in der gemäßigten Zone als Ziergehölz verwendet.

## Beschreibung

### Vegetative Merkmale
Der Silber-Ahorn wächst als schnellwüchsiger, sommergrüner, laubabwerfender Baum und kann Wuchshöhen von bis über 36 Metern erreichen. Der Stammdurchmesser erreicht über 120 Zentimeter. Die längsrissige Schuppenborke ist teils abblätternd und silbrig- bis graubraun. Meistens ist er allerdings eher niedrigwüchsig und buschig verzwieselt. Er trägt überhängende Zweige und kann am Stamm zahlreiche Wasserreiser und Schösslinge ausbilden. 
Die gegenständig an den Zweigen angeordneten Laubblätter sind in Blattstiel und -spreite gegliedert. Die 7 bis 14 Zentimeter breite, meist leicht herzförmige bis gestutzte Blattspreite ist tief fünffach gespalten bis geteilt, die Lappen sind zugespitzt und grob bis unregelmäßig gezähnt oder gelappt. Der Trivialname Silber-Ahorn rührt von der fahlen, silbrig-grauen Blattunterseite, die anfangs behaart ist. Im Herbst zeigen die Laubblätter Farben aus einem weiten Spektrum von gelb bis dunkelrot.
Silber-Ahorn weist einen geringen hydraulischen Widerstand in der gesamten Pflanze auf. Bei ausreichendem Wasserstand werden so, hohe Transpirationraten ermöglicht, was die umgebende Landschaft kühlen kann. Die Fähigkeit zur Segmentierung erlaubt es ihm, Dürreperioden zu überstehen, indem er überflüssige Pflanzenteile abwirft.

### Generative Merkmale
Der Silber-Ahorn ist meist zweihäusig diözisch, aber manchmal auch einhäusig monözisch sowie dichogam. Die Blüten stehen in dichten, achselständigen und wenigblütigen Büscheln. Die Blüten erscheinen vor den Blättern und sind von Knospenschuppen begleitet. Die kleinen, funktionell eingeschlechtlichen und grünlichen Blüten sind meist ohne Kronblätter sowie sehr kurz gestielt. Der verwachsene, glockenförmige Kelch ist behaart und gezähnt. Bei männlichen Blüten ist ein Pistillode sowie bis zu 6 vorstehende, fädige Staubblätter vorhanden und bei weiblichen Blüten sind Staminodien mit Antheroden vorhanden. Die Narbenäste sind rötlich und der oberständige, abgeflachte Fruchtknoten ist behaart. Ein Diskus ist nicht erkennbar.
Der Fruchtstiel ist 3,5 bis 4,5 Zentimeter lang. Die zweiteiligen Flügelnüsse besitzen bis rechtwinklig ausspreizende Flügel. Die einsamigen Teilfrüchte sind bis zu 7 Zentimeter lang. Öfters ist eine Teilfrucht mehr oder weniger reduziert (Parthenokarpie).

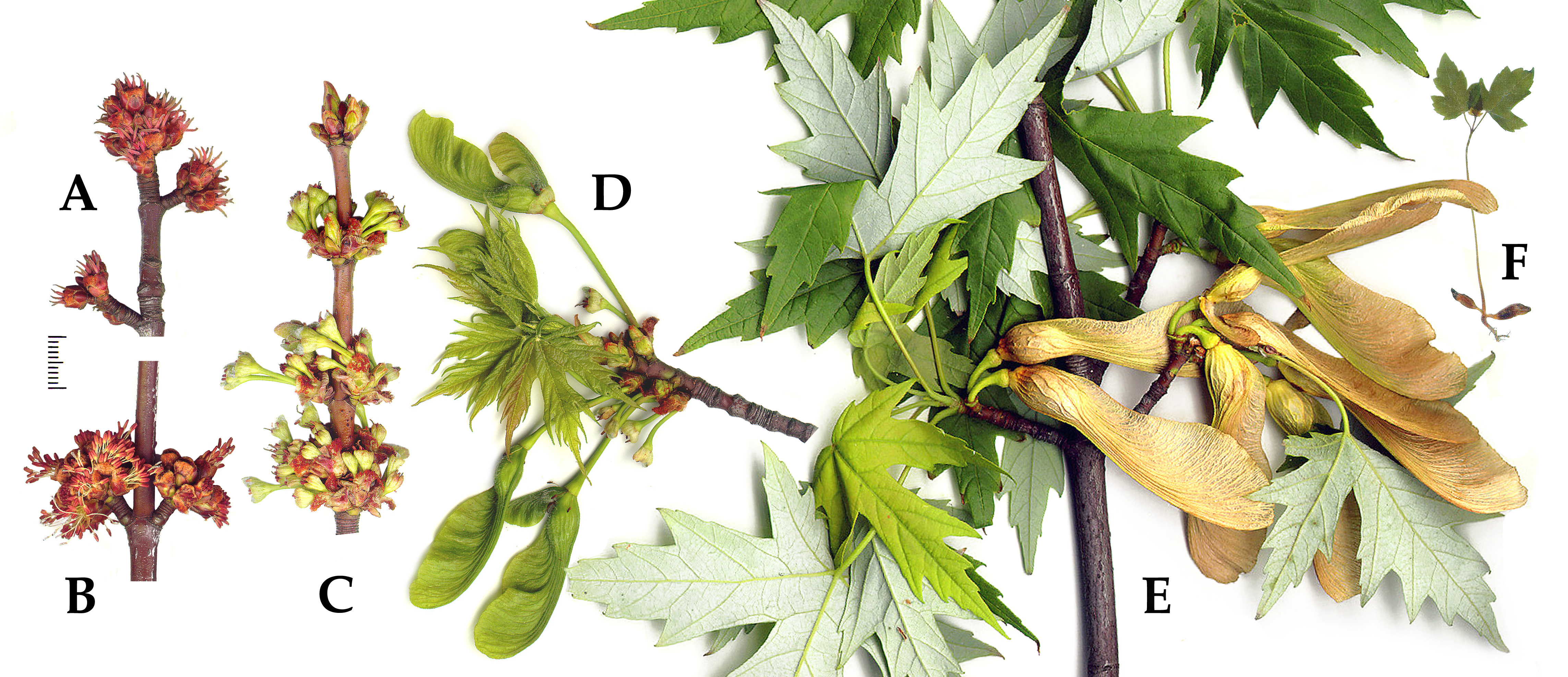
Die Pflanzenteil in den unterschiedlichen Jahreszeiten (Phänologie)

## Phänologie
Die Blütezeit liegt im Februar bis März vor dem Austrieb des Laubes. Bereits im Juni fallen die Flügelnüsse einzeln ab. Die Samen keimen noch im gleichen Jahr.

## Vorkommen
Der Silber-Ahorn ist über weite Teile des Tieflandes im östlichen Nordamerika verbreitet. Er ist dort charakteristisch für die Ulmen-Silberahorn-Auenwälder (Ulmo-Aceretalia saccharini).

## Nutzung
In den gemäßigten Gebieten wird der Silber-Ahorn als Zierpflanze in Gärten, Parks und an Straßen verwendet. In Europa ist er seit 1725 in Kultur.
Im Ursprungsland wird der im Frühjahr zu den Zweigen aufsteigende Saft für die Zuckergewinnung (Ahornsirup) verwendet, ähnlich wie beim Zucker-Ahorn (Acer saccharum). Imker schätzen die Blüte des Baumes auch in Deutschland als exzellente Bienenweide zu winterlicher Jahreszeit wegen des sehr hohen Nektargehaltes der Wertungsstufe 4. Zur Blütezeit im Februar/März findet man häufig hohe Honigbienen-Dichten in den Baumkronen.
Das Holz des Silber-Ahorns geht neben dem des Rot-Ahorns (Acer rubrum) in Nordamerika als „American soft maple“ in den Handel und wird im Möbelbau und zur Furnierherstellung genutzt. Es ist weicher als das des Zucker-Ahorns („American hard maple“).
In einer Studie in Debrecen (Ungarn) wurden Baumarten hinsichtlich ihrer Luftverschmutzungstoleranz analysiert. Silber-Ahorn wies eine hohe Staubakkumulation auf und kann so in Städten zur Feinstaubreduktion beitragen. Aufgrund dieser Eigenschaften empfahlen die Wissenschaftler Silber-Ahorn, als Bioindikatoren zur Überwachung der Luftqualität in der Stadt zu verwenden.

## Bilder

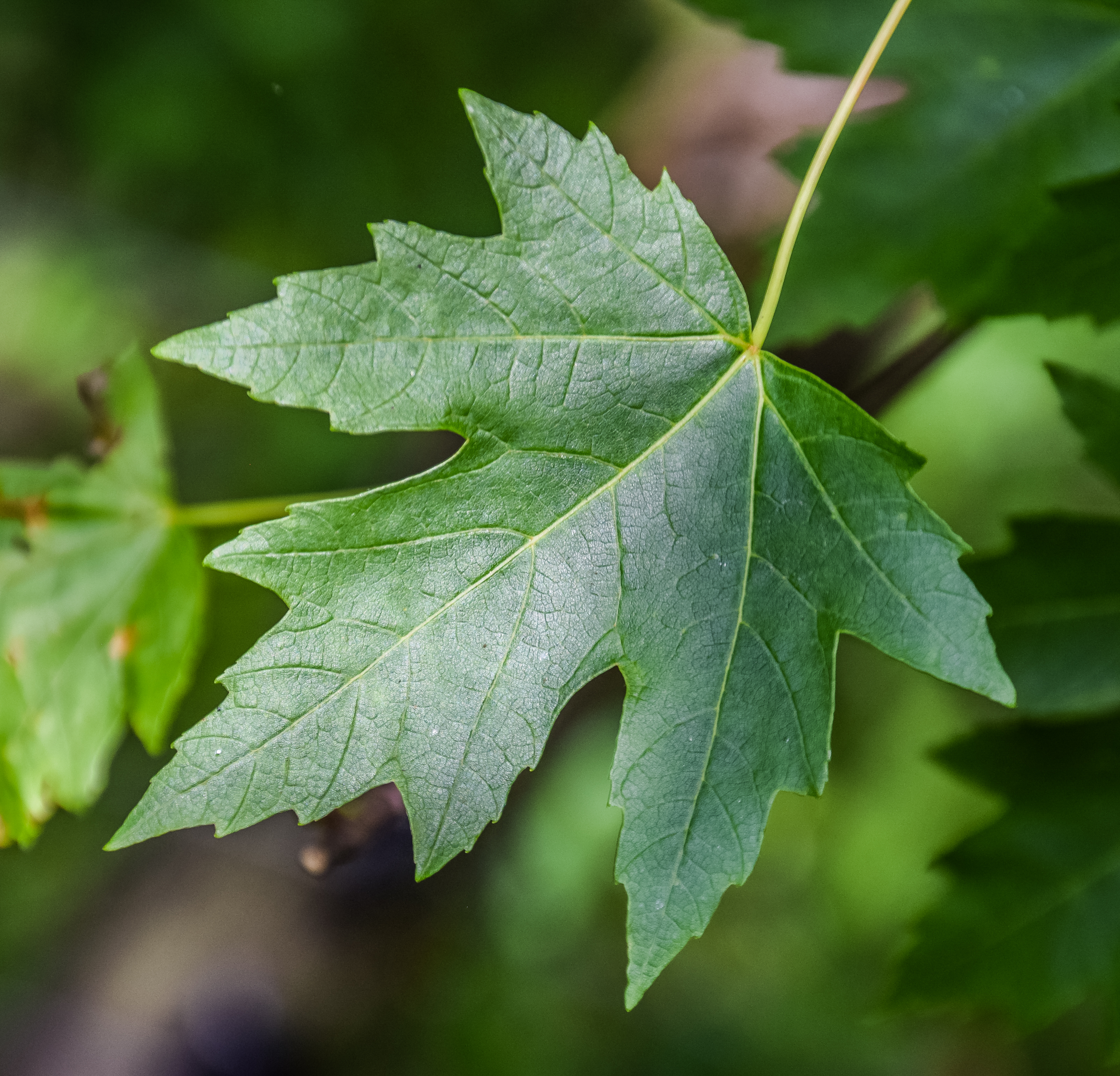
Blattoberseite
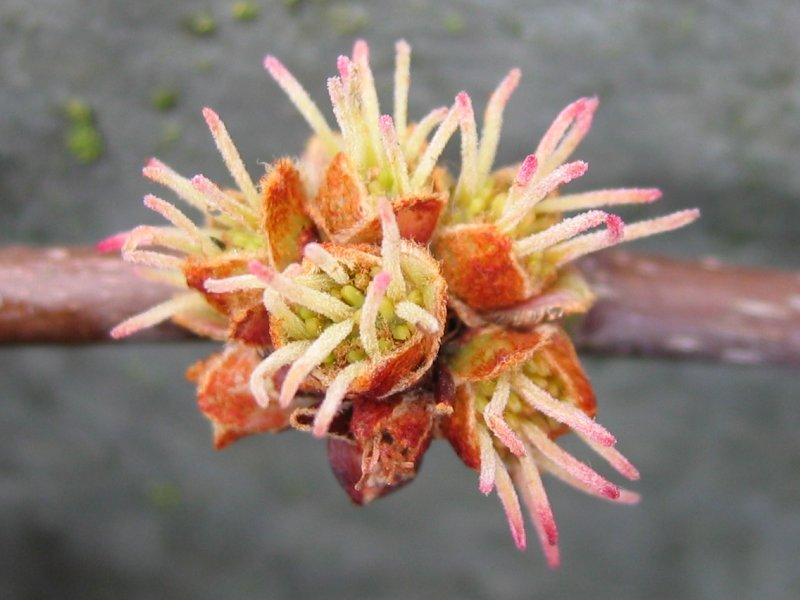
Eingeschlechtiger weiblicher Blütenstand
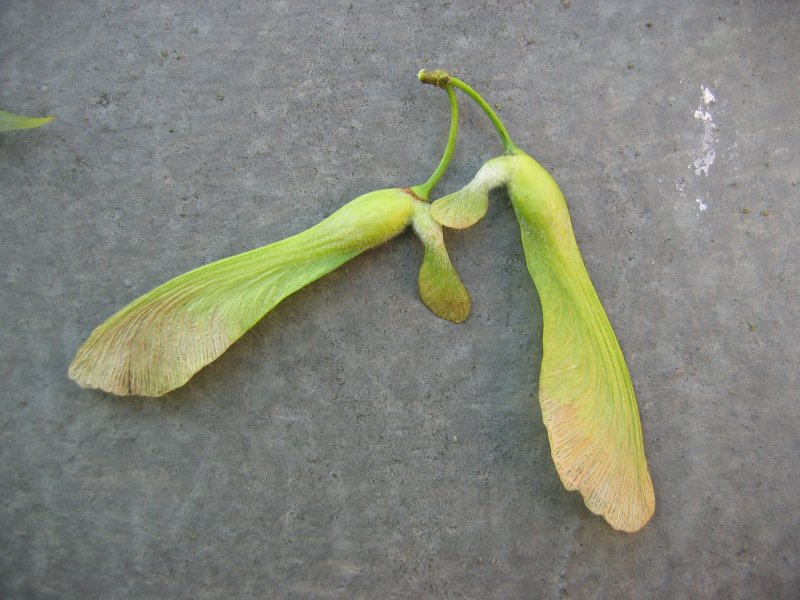
Junge, geflügelte Spaltfrüchte, mit einer reduzierten Teilfrucht
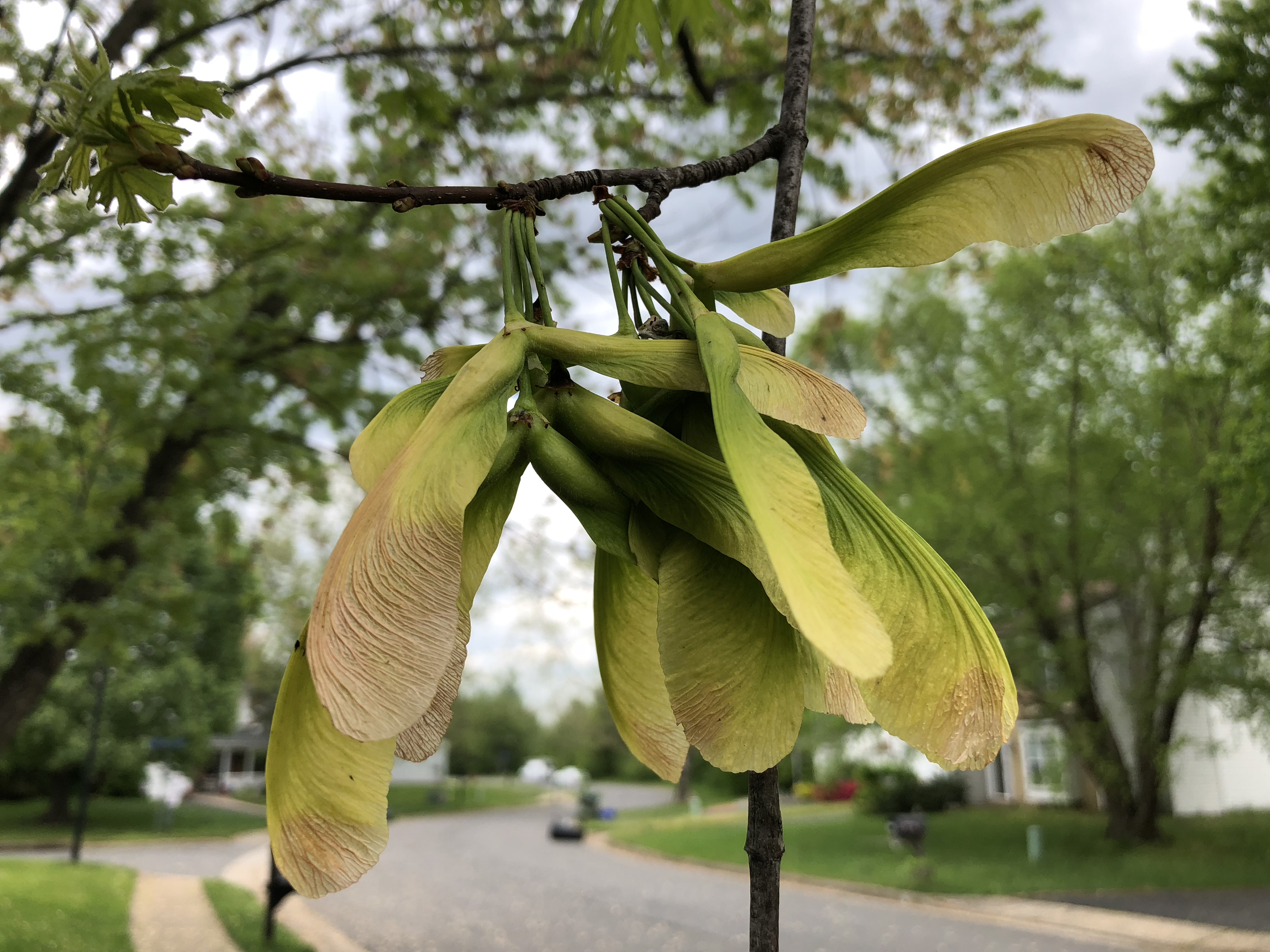
Fruchtstand